# 경덕궁
경덕궁(敬德宮)은 조선 경기도 개성 남계방(南溪坊 : 속칭 楸洞)에 있었던 태조 이성계(李成桂)의 잠저이다. 조선이 수립된 이후, 태조는 자신의 집을 증축하여 경덕궁이라 이름하고 신하들로부터 조회를 받았다. 제1차 왕자의 난으로 도읍을 한때 개성으로 옮겼을 때, 태종 또한 이 곳에서 거주하였다. 태종이 한양으로 환도한 뒤에도 이후의 왕들이 개성에 들르거나 제릉, 후릉을 참배할 때에는 이 곳에서 묵었다. 한때 한명회(韓明澮)가 이 곳의 궁지기였던 적이 있다. 
중종 때인 1536년에 대대적인 수리계획을 세우고 29칸을 증축하려 하였으나, 대신들의 반대로 무산되었다. 그러나 임진왜란 때 불타, 대문과 경덕궁 터였음을 알려주는 비각(碑閣)만 남아 있다.